# Dimerota bipartita
Dimerota bipartita är en fjärilsart som beskrevs av Moore 1882. Dimerota bipartita ingår i släktet Dimerota och familjen nattflyn. Inga underarter finns listade i Catalogue of Life.